# Échelle de la qualité de vie dans la dépression
L'échelle de la qualité de vie dans la dépression est composé d'un questionnaire dans lequel le patient évalue l'impact de sa dépression sur sa qualité de la vie.
C'est un questionnaire de 34 items qui consiste à répondre de façon dichotomique à des questions ;  Vrai/faux, ou Oui/Non. Il est noté par binômes (0-1) et les scores élevés indiquent une baisse de la qualité de vie.

## Développement
L'échelle a été développée par Galen Research en 1992, et elle a été financée par Lilly Industries. Elle a été développée au Royaume-Uni.
Les items ont été calculés à partir de déclarations faites lors d'entretiens qualitatifs de 30 patients déprimés ou récemment rétablis. D'autres entrevues ont eu lieu avec les patients afin de déterminer si l'échelle proposée était bien valide.

## Utilisation internationale
Depuis sa création, l'échelle a été adaptée et validée dans 12 autres langues que l'anglais, notamment en norvégien et en espagnol. Cela a permis à l'échelle d'être utilisée dans la recherche et les études cliniques dans le monde entier.
Des études utilisant l'échelle comprennent les enquêtes sur la venlafaxine, la duloxetine,, et le bupropion.